# اوا پفاف
 اوا پفاف (آلمانی: Eva Pfaff؛ زاده ۱۰ فوریهٔ ۱۹۶۱) یک تنیس‌باز اهل آلمان است.